# Max Wundt
Max Wundt (* 29. Januar 1879 in Leipzig; † 31. Oktober 1963 in Tübingen) war ein antisemitischer und nationalsozialistischer deutscher Philosoph.

## Leben
Max Wundt, der Sohn von Wilhelm Wundt, besuchte in Leipzig die Nicolaischule. Nach dem Abitur studierte er in Leipzig, Freiburg, Berlin und München deutsche und klassische Philologie und Philosophie. Nach der Promotion 1903 mit einer historischen Arbeit über Herodot bei Justus Hermann Lipsius in Leipzig begab sich Wundt für ein Jahr auf Reisen nach Italien und Griechenland. 1906 wurde er Probekandidat am Gymnasium in Dresden-Neustadt. Nach seiner Habilitation 1907 bei Theobald Ziegler und Clemens Baeumker zum Thema „Intellektualismus in der griechischen Ethik“ arbeitete er als Privatdozent in Straßburg. Dort heiratete er Senta (1885–1961), die Tochter des Nationalökonomen Freiherr August Sartorius von Waltershausen.
Wundt wurde im August 1914 zum Wehrdienst einberufen und kam im Januar 1915 zum Einsatz im Feld. Im Mai 1915 wurde er zum Leutnant der Reserve befördert und als Kompanieführer eingesetzt. Gegen den Widerstand Natorps wurde Wundt aufgrund der Fürsprache Erich Jaenschs zum Sommersemester 1918 außerordentlicher Professor in Marburg. Im Herbst 1918 arbeitete er einige Monate an der von den Deutschen eröffneten Landesuniversität Dorpat. Im Jahr 1920 folgte er auf Betreiben Bruno Bauchs einem Ruf als ordentlicher Professor nach Jena als Nachfolger Rudolf Euckens. 1924 wurde er in den Herausgeberkreis der Zeitschrift des  Alldeutschen Verbandes „Deutschlands Erneuerung“ aufgenommen, zu dem u. a. bereits Georg von Below, Houston Stewart Chamberlain und Heinrich Claß gehörten. Von 1929 bis zu seiner Emeritierung 1945 war Wundt als Philosophiehistoriker an der Universität Tübingen tätig. Seit 1942 war er korrespondierendes Mitglied der Preußischen Akademie der Wissenschaften.

## Philosophie und Weltanschauung
Wundt befasste sich bis zum Ersten Weltkrieg vorrangig mit der Geschichte der griechischen Philosophie. Dabei ging es ihm weniger um philologische Forschungen als um die Interpretation in Bezug auf die Gegenwart. Im vorsokratischen Denken steht für ihn die Figur des Weisen im Vordergrund. Demgegenüber emanzipiere sich die Philosophie in der Klassik. Durch Individualisierung komme es dann im Hellenismus zu einem Rückfall in die mystischen Anfänge. Die griechische Philosophie müsse stets auf ihr christliches Telos bezogen werden. Den Platonismus bestimmt er als „Wiedergeburt der Kultur aus dem Geiste des Subjekts.“ Platons Idealismus diene dem Menschen in Krisenzeiten zur Ausrichtung auf höhere Ziele.
In Marburg las Wundt unter anderem über die „Philosophie des Krieges“. In einer 1918 gehaltenen Rede über die „Deutsche Staatsauffassung“ bezeichnete er „Befehl und Gehorsam“ als Grundlage eines jeden sittlichen Verhältnisses. Die allgemeine Begeisterung der Deutschen bei Kriegseintritt 1914 empfand er noch 1920 als einen Moment, „als ein heiliges Gefühl das deutsche Volk in allen seinen Gliedern und Ständen zusammenschmolz, und ein Bewusstsein der inneren Einheit und des wahren Wertes seiner selbst in glühender Begeisterung zum Durchbruch kam.“
Max Wundt zählte zu denen, die die Weimarer Republik von vornherein ablehnten: „Dieser Staat ist undeutsch von der Wurzel bis zum Gipfel.“ Er trat bereits früh mit völkisch nationalen und antisemitischen Gedanken in die Öffentlichkeit. Wundt war entsprechend auch Mitglied des antisemitischen „Deutschen Hochschulrings für Dozenten“. Die Betroffenheit von den politischen Veränderungen zeigt sich auch in den Schriften Wundts nach dem Weltkrieg, die sich nun nahezu ausschließlich mit der politischen Situation der Gegenwart aus der völkischen Perspektive befassen. In der Ethik verfolgte er das Projekt einer „Deutschen Ethik“ auf der Grundlage der Werte Treue und Ehre. Neben einer Reihe von Büchern schrieb Wundt regelmäßig in einschlägigen Zeitschriften, so Deutschlands Erneuerung, Kreuzzeitung, der radikalvölkischen Sonne, im Türmer, im Deutschen Adelsblatt. Dazu war Wundt schon 1917/18 Mitbegründer der konservativen, als Gegengewicht gegen die „Kant-Gesellschaft“ gerichteten „Deutschen Philosophischen Gesellschaft“. 1920 war er Mitbegründer der „Gesellschaft Deutscher Staat“, einer extrem konservativen, der DNVP nahestehenden Vereinigung von Hochschullehrern, deren Vorsitzender er 1924 war. 1925 trat er in den Gesamtvorstand des „Alldeutschen Verbandes“ ein und 1927 wurde er Mitherausgeber der am Ständestaat orientierten Zeitschrift „Nationalwirtschaft“. Nach Wundts Festansprache auf der Hauptversammlung der Goethe-Gesellschaft im Jahre 1927 kommentierte der Berliner Journalist Fritz Engel, dessen staatsphilosophisch[e] Schriften tragen ein Hakenkreuzlein, nicht auf dem Rock, aber auf der Weste; in seiner Rede sei Wundt vorsichtig gewesen, das Hakenkreuz verschwand noch unter der Weste. Ab 1932 unterstützte er Rosenbergs „Kampfbund für deutsche Kultur“. In Tübingen betrieb Wundt gemeinsam mit Gerhard Kittel die „Forschungsabteilung Judenfrage“ des Reichsinstituts für Geschichte des Neuen Deutschlands; auf einer Tagung des Reichsinstituts hielt er einen Vortrag zum Thema „Das Judentum in der Philosophie“. Diesen Beitrag, veröffentlicht 1937 als Das Judentum in der Philosophie sowie 1939 als Artikel im Völkischen Beobachter, stufen George Leaman und Gerd Simon als „krassesten“ Rassismus ein.
Nach dem Zweiten Weltkrieg befasste Wundt sich wieder mit der Philosophie der Antike, der Aufklärung und dem Deutschen Idealismus.
In der Sowjetischen Besatzungszone wurden Wundts Schriften Was heißt völkisch? Deutsche Weltanschauung. Grundzüge des völkischen Denkens, Volk, Volkstum, Volkheit, Aufstieg und Niedergang der Völker und Die Wurzeln der deutschen Philosophie in Stamm und Rasse auf die Liste der auszusondernden Literatur gesetzt. In der Deutschen Demokratischen Republik folgten auf diese Liste noch seine Bücher Der ewige Jude. und Die Ehre als Quelle des sittlichen Lebens in Volk und Staat.

## Schriften (Auswahl)
- Der Intellektualismus in der griechischen Philosophie. W. Engelmann, Leipzig 1907.
- Geschichte der griechischen Ethik. 2 Bände, W. Engelmann, Leipzig 1908/1911
- Wilhelm Meister und die Entwicklung des modernen Lebensideals. Berlin-Leipzig 1913.
- Platons Leben und Werk. Jena 1914.
- Griechische Weltanschauung. 2. Auflage. Leipzig-Berlin 1917.
- Plotin. Studien zur Geschichte des Neuplatonismus. Leipzig 1919.
- Die deutsche Philosophie und ihr Schicksal. Erfurt 1920 (hrsg. Von der Deutschen Philosophischen Gesellschaft: Beiträge zur Philosophie des Idealismus)
- Vom Geist unserer Zeit. 2. Auflage. München 1922.
- Staatsphilosophie. Ein Buch für Deutsche. München 1923.
- Kant als Metaphysiker. Ein Beitrag zur Geschichte der deutschen Philosophie im 18. Jahrhundert. Stuttgart 1924.
- Die Treue als Kern deutscher Weltanschauung. Langensalza 1924 (3. Auflage. 1937)
- Was heißt völkisch? Langensalza 1924 (3. Auflage. 1925, 4. Auflage. 1927 als Volk, Volkstum, Volkheit)
- Die Zukunft des deutschen Staates. 2. Auflage. Langensalza 1925.
- Der ewige Jude. J. F. Lehmann, München 1926.
- Deutsche Weltanschauung. Grundzüge völkischen Denkens. München 1926.
- Deutsche Weltanschauung. Eine Entgegnung. In: Völkischer Beobachter. 18. Feb. 1927.
- Johann Gottlieb Fichte. Sein Leben und seine Lehre. Frommann, Stuttgart / Berlin 1927 (Nachdruck Frommann-Holzboog Stuttgart 1976)
- Fichte-Forschungen. Frommann, Stuttgart 1929 (Nachdruck Frommann-Holzboog, Stuttgart 1976)
- Von Platon zu Aristoteles. Bemerkungen zur Entwicklung der griechischen Staatsidee. In Karl Larenz (Hrsg.): Rechtsidee und Staatsgedanke. Festschrift Julius Binder. Berlin 1930, S. 188–206.
- Geschichte der Metaphysik. Berlin 1931.
- Zu Hegels Gedächtnis. In: Völkischer Beobachter. Reichsausgabe, 14. Nov. 1931, 1. Beiblatt.
- Der Sinn der Universität im deutschen Idealismus. Stuttgart 1933.
- Der Gedanke des Volkstums in der Geschichte der Philosophie. In: Ganzheit und Struktur. Festschrift zum 60. Geburtstage Felix Kruegers. Band III: Geistige Strukturen. München 1934, S. 9–27.
- Platon als völkischer Denker. In: Aus Unterricht und Forschung. Band 6, 1934, S. 124–128.
- Platons Parmenides. Stuttgart-Berlin 1935.
- Kant und der deutsche Geist. In: Archiv für die gesammte Psychologie. Band 97, 1936, S. 106–116.
- Das Judentum in der Philosophie. In: FzJ. Band 2, S. 75–87.
- Ewigkeit und Endlichkeit. Grundzüge der Wesenslehre. Stuttgart 1937.
- Die Ehre als Quelle sittlichen Lebens in Volk und Staat. Langensalza 1937.
- Die deutsche Schulmetaphysik des 17. Jahrhunderts. Tübingen 1939.
- Die Sachlichkeit der Wissenschaft. Wissenschaft und Weisheit. Zwei Aufsätze zur Wissenschaftslehre. Tübingen 1940.
- Aufstieg und Niedergang der Völker. Gedanken über Weltgeschichte auf rassischer Grundlage. München-Berlin 1940.
- Christian Wolff und die deutsche Aufklärung. In: Theodor Haering (Hrsg.): Das Deutsche in der deutschen Philosophie. Stuttgart-Berlin 1941, S. 227–247.
- Die Wurzeln der deutschen Philosophie in Stamm und Rasse. Berlin 1944.
- Die deutsche Schulphilosophie im Zeitalter der Aufklärung. Tübingen 1945 (Nachdruck G. Olms, Hildesheim 1964, 1992)
- Hegels Logik und die moderne Physik. Opladen 1949.
- Untersuchungen zur Metaphysik des Aristoteles. Stuttgart 1953.